# In My Blood (Shawn Mendes)
In My Blood è un singolo del cantautore canadese Shawn Mendes, pubblicato il 22 marzo 2018 come primo estratto dal terzo album in studio Shawn Mendes.

## Pubblicazione
Il 16 marzo, Shawn ha condiviso sui suoi account dei social media un collage che consisteva in due immagini senza figure di due blocchi di colore bianco, uno di colore beige e l'altro di color corallo. Più tardi ha cambiato l'immagine dei suoi profili con quello stesso sfondo di colore beige insieme a un disegno floreale, che ha rivelato essere la cover del singolo. Il 19 marzo, il cantante ha rivelato sui suoi account che lui e Spotify hanno collaborato per promuovere il singolo su un cartellone pubblicitario al Times Square di New York

## Accoglienza
Hugh McIntyre di Forbes.com ha accolto positivamente il brano, notando la maturità di Shawn rispetto al suo classico sound.

## Video musicale
Il 24 aprile 2018, è stato pubblicato il videoclip del brano sul canale YouTube del cantante.

## Successo commerciale
Il singolo ha ottenuto successo a livello mondiale e ha raggiunto le radio italiane il 6 aprile 2018.

## Classifiche

### Classifiche settimanali
| Classifica (2018) | Posizione massima |
| ----------------- | ----------------- |
| Australia         | 9                 |
| Austria           | 5                 |
| Belgio (Fiandre)  | 8                 |
| Belgio (Vallonia) | 21                |
| Canada            | 9                 |
| Danimarca         | 12                |
| Finlandia         | 15                |
| Francia           | 51                |
| Germania          | 8                 |
| Irlanda           | 13                |
| Italia            | 35                |
| Lussemburgo       | 7                 |
| Norvegia          | 10                |
| Nuova Zelanda     | 13                |
| Paesi Bassi       | 13                |
| Regno Unito       | 10                |
| Repubblica Ceca   | 3                 |
| Slovacchia        | 2                 |
| Spagna            | 42                |
| Stati Uniti       | 11                |
| Svezia            | 11                |
| Svizzera          | 5                 |
| Ungheria          | 2                 |

### Classifiche di fine anno
| Classifica (2018) | Posizione |
| ----------------- | --------- |
| Islanda           | 21        |